# Hitoshi Usui
Hitoshi Usui (japanisch 臼井 仁志 Usui Hitoshi; * 5. November 1988 in der Präfektur Hyōgo) ist ein japanischer Fußballspieler.

## Karriere
Usui erlernte das Fußballspielen in der Schulmannschaft der Kobe International University High School. Seinen ersten Vertrag unterschrieb er 2007 bei Fagiano Okayama. Am Ende der Saison 2008 stieg der Verein in die J2 League auf. 2012 wechselte er zu Takasago Mineiro.